# Lis Mellemgaard
Lis Mellemgaard (født Liss Wognsen 20. februar 1924 i København, død 5. juli 2019) var en dansk øjenlæge og frihedskæmper.

## Baggrund og optagelse i Dansk Samling
Hendes fader var sømand og maskinmester. Han var i Bergen med sit skib under de allieredes bombardement af den tyske flåde, hvor han blev såret og fik revet lægmuskelen over. Lis Mellemgaard blev student fra Christianshavns Gymnasium 1943 og påbegyndte dernæst medicinstudiet på Københavns Universitet.
Mellemgaard blev medlem af den grundtvigiansk inspirerede politiske bevægelse Dansk Samling, og hun deltog som frivillig i en "arbejdslejr" i Sønderjylland. Efter besættelsen 1940 blev Dansk Samling imidlertid også én af indgangsvejene til modstandsbevægelsen. Mellemgaard tog kantussen i 1944 og læste så anatomi. I perioder turde hun ikke bo hjemme grundet illegalt arbejde vendt mod værnemagten.

## Medlem af Holger Danske
For at få en indtægt syede hun hatte og blev senere ansat hos reklamebureauet Harlang & Toksvig, hvor hun udførte markedsanalyser. Under dette arbejde kunne hun også spionere. Hun udbragte illegale blade, hæftede illegale bøger og blev optaget i en illegal modstandsgruppe kaldet "HD" i Skindergade 44 hos en urmager Janniche. Først senere gik det op for Lis Mellemgaard, at HD stod for "Holger Danske". Gruppen, som hun var med i, var 1. kompagni, 2. afdeling, 3. gruppe, som havde base i Georg Stougaards urmagerforretning i Skindergade 44. Holger Danske var opdelt i undergrupper, som ikke kendte hinanden. Hvis én gruppe blev taget, kunne det således ikke komme til at røbe andre grupper.
Hun var med til at bringe våben i skjul, opspore stikkere, gik i perioder under jorden og nødt til at foretage hold up-røverier for at få nødvendige rationeringsmærker. Hun lærte i denne periode at skyde med 6,35 kaliber pistol i et 40 meter langt beskyttelsesrum over for Frederiksberg Station. Hun kastede sig også ud i illegale øvelser i maskinpistolskydning i Charlottenlund Skov, men det havde hun mindre held med. Hun var vagt ved sabotageaktioner ved Frihavnen, General Motors og ved våbensmugling fra den af tyskerne besatte Politigård i København.
Flere gange kom hun ud i farlige situationer. Da hun var i færd med at skygge stikkeren Arno Hammeken i sporvogn linje 1 på Trianglen på Østerbro spurgte en studiekammerat Mellemgaard: "Hvorfor kommer du ikke til manuduktion, du er vel illegal som alle de andre?" Det blev dog ikke opfanget af Hammeken.
Modstandsbevægelsen manglede konstant våben i de sidste to besættelsesår, og Mellemgaard forsøgte at stjæle våben fra tyskernes uniformer i københavnske restauranters garderober.
På et tidspunkt stormede HIPO-korpset (Deutsche Hilfpolizei), indsat efter det danske politi blev taget i 1944, en herskabslejlighed, hvor Lis Mellemgaard sammen med en modstandsmand var "under jorden". Hun spillede komedie som husets tjenestepige, og da hun tidligere havde forsynet sig med DNSAP's sangbog, troede HIPO'erne, at hjemmet var nazi-venligt. Hun boede også illegalt i De Gamles By, hvor hun var fingeret sekretær for overlæge Torben Geill (1896-1989).

## Undslap anholdelse
I krigens sidste måneder undgik Mellemgaard ved en tilfældighed at blive anholdt. Resten af Skindergadegruppen blev nemlig arresteret af Gestapo den 26. februar 1945, fordi gruppens leder Hans Brahe Salling var blevet genkendt på gaden af en kone til en stikker. Hele gruppen blev dømt til døden ved en tysk krigsret og henrettet ved skydning i Ryvangen 17. marts 1945. Dog undslap én frihedskæmper tyskernes anholdelse. Det var Gruppefører og Politbetjent Kai Georg Gotfred Hansen (http://modstand.natmus.dk/Person.aspx?32866) som bluffede sig fri. De syv andre i hans gruppe blev som sagt henrettet i Ryvangen.
At hun også undgik anholdelse og henrettelse sammen med det meste af Skindergadegruppen, skyldes udelukkende en ondartet halsbetændelse, som var årsag til, at hun ikke var til stede. Dog var hun formentlig ikke blevet henrettet, da værnemagten ikke ønskede at henrette kvinder.

## Efter krigen
Umiddelbart efter befrielsen blev Lis sendt til Korsør for sammen med englænderne at visitere flygtninge, finde stikkere og værnemagere. Hun blev cand.med. fra Københavns Universitet 1952 og speciallæge i øjensygdomme 1969 og havde praksis i Hillerød fra 1970. Hun blev gift med intern-medicineren overlæge Kresten Mellemgaard i 1952. Senere tog hun en bachelorgrad i nærorientalske oldtidskulturer ved Københavns Universitet 1994.

## Hæder
- Dronning Ingrids Mindemedalje (2000)
- Livsvarig tildeling af Frihedsfondens Hædersgave
- Gudmund Schacks Mindelegat (2010)
- Livsvarigt medlem af "Holger Danske"